# Коквітлам
 Коквітлам  (англ. Coquitlam) — місто з площею 122,3 км² в провінції Британській Колумбії у Канаді , розташоване в регіоні Ванкувера (агломерації Ванкувера).
Місто налічує 126 840 мешканців (2011 р.), густота населення складає 1034 ос./км².

## Міста-побратими
- Лайчжоу, КНР
- Ормок, Філіппіни
- Пхаджу, Південна Корея